# シャインマスカット

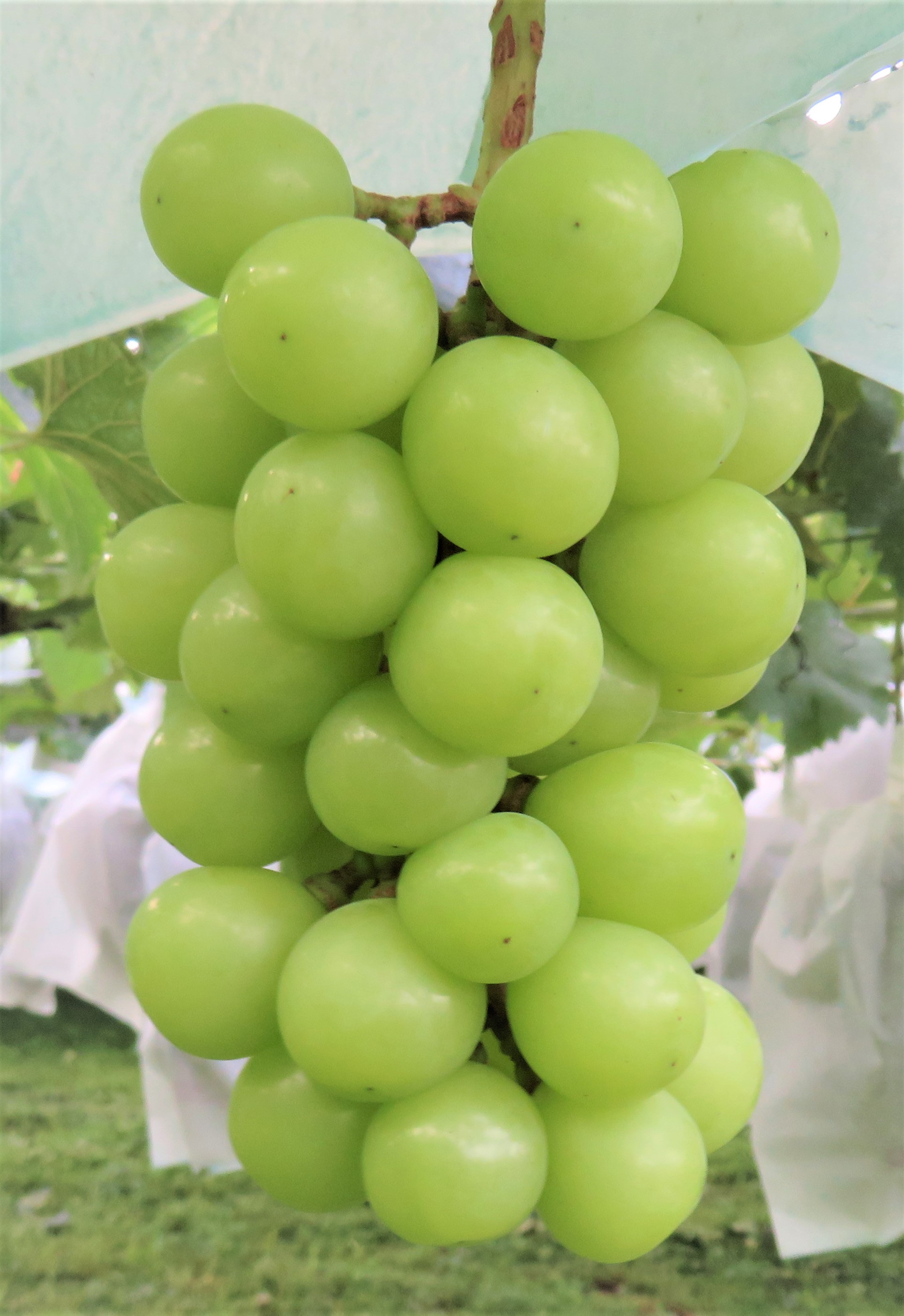
シャインマスカット

シャインマスカット (Shine Muscat) は、日本の農林水産省が所管する農業・食品産業技術総合研究機構（農研機構）によって育種・登録された、広島生まれのブドウの栽培品種。命名登録番号は「ぶどう農林21号」。
近年、人気が急拡大しており、日本園芸農業協同組合連合会の統計によると、シャインマスカットの栽培面積は、2022年に1797ヘクタールにまで広がり、近年においては、国内の主要品種であった巨峰（1621 ha）やデラウェア（1627 ha）を抜き、トップに躍り出たとされる。
「皮ごと食べられる」、「種なし」、「大粒」、「高糖度」という特徴を持つ、高級ぶどうの火付け役となり、日本国内ならびに海外にぶどうファンを増やした。2023年頃から、"ぶどうの女王"と呼ばれるようになった。

## 概要・歴史
広島県東広島市安芸津町にある農研機構のブドウ研究拠点（旧農林水産省果樹試験場安芸津支場）において育成された栽培品種で、育成地の広島では8月中旬に成熟する早生種である。
広島で開発が始まった1973年当時は、雨が多い日本でも栽培しやすいアメリカ産のデラウエアなどが広まる一方で、雨に弱いヨーロッパ産のマスカットなどはあまり出回っていなかった。日本で一般にマスカットと呼ばれる「マスカット・オブ・アレキサンドリア」は食味・食感が良いブドウだが、同種を含むヨーロッパブドウは雨の多い地域では実が割れたり病気になったりしやすく、日本の気候には適しておらず、栽培にはガラス温室等の施設が必要であった。逆に日本の気候にも耐えられるアメリカブドウは、病害に強いが、噛み切りにくい触感で、一般的にヨーロッパブドウに比べ食味が劣るとされる。またフォクシー香という独特の香りがある。
これらの欠点を改良すべく、ヨーロッパ産の甘味で、しかも栽培しやすいブドウを作れば、消費が拡大するはずという目標を置いて交配がスタートした。アメリカブドウの中でも糖度の高い栽培品種「スチューベン」とマスカット・オブ・アレキサンドリアの交配を行い、5年後の1978年に「ブドウ安芸津21号」が誕生した。シャインマスカットの親となるこの安芸津21号はマスカット・オブ・アレキサンドリアに似た肉質を持ち、やや大粒であったが、マスカット香とフォクシー香が混ざった、あまりよくない香りを持っていた。そこで、山梨県の植原葡萄研究所にて誕生した「品質、食味は最高だが、果皮の汚れがひどく諦めた品種」である大粒なヨーロッパブドウの栽培品種である「白南」（カッタクルガンと甲斐路の交雑種）を交雑し、マスカット香のみを持つ本品種が誕生した。開発に33年も要した渾身の力作である。広島の農研機構でその開発に一番長く関わった現在日本大学特任教授を務める山田昌彦は「今世紀最大のヒットじゃないかと思いましたね」と述べている。
1988年に安芸津21号と白南を交配した実生から選抜され、1999年から2002年まで、「ブドウ安芸津23号」の系統名をつけて系統適応性検定試験に供試し全国で特性を検討した。名称を「シャインマスカット」とし、2003年9月5日に登録番号「ぶどう農林21号」として命名登録、2006年3月9日に登録番号「第13,891号」として品種登録（有効期限30年）された。

## 日本国外への流出・品質低下
シャインマスカットを開発した日本の農研機構は、2006年に日本において品種登録を実施している。しかし輸出を想定していなかったため、海外での品種登録を行わなかった。植物の新品種の保護に関する国際条約においては、海外における果物の品種登録は国内での登録から一定期間（ブドウは6年）以内に行うことが定められており、日本がシャインマスカットの海外での品種出願に手をこまねいているうち、登録期限の12年を過ぎ、産地化が進む中国から取れるはずだった年間100億円とも試算されるライセンス料や、韓国などからのロイヤルティー（使用料）を徴収する権利も失った。日本国外では日本の許可などを要さず合法に栽培できる。海外での品種登録をしなかった理由について農研機構の担当者は、「当時は海外に積極的に出ていくことを想定していなかった」と話している。
シャインマスカットを含むブランド果物の苗木や種子が、2010年代から韓国や中国を通して、アジア諸国へ渡るケースが相次いだ。韓国産のシャインマスカットが、海外での登録期限を過ぎた2014年に本格的に市場に流通するようになっても、日本の農家は海外での品種出願をしていなかったためロイヤリティーは受け取れなかった。2020年からは中国、ベトナム、香港、米国、ニュージーランドなど19か国・地域に輸出されている。韓国のシャインマスカットの栽培面積は、日本とほぼ同じ1800ha、韓国のぶどうの輸出額は2021年4月時点のデータで約8億円（727万ドル）となっており、その内訳はシャインマスカットが9割を占めており、海外輸出量は日本の5倍になっている。韓国でシャインマスカットは「果物系エルメス」という異名がある。中国での農地面積は日本の40倍もの規模になるという。農研機構によれば中国へは2007年ごろから複数のルートで持ち込まれたと見ている。中国では2015年以降、シャインマスカットの作付面積が急速に拡大し、全国で広く栽培されるようになり、2020年には日本の約30倍に及ぶ53,000ヘクタール、2021年にはその面積が1,000,000畝（1畝は約1/15ヘクタール）となり、中国のブドウの栽培面積の10分の1を占めるに至った。中国で一番貧乏といわれる貴州省でも栽培が確認されており、質を問わずに大量生産するという一点においては中国にマーケットを取られていると言わざるを得ない。韓国産も中国産もオリジナルの日本産と比べれば甘味や見た目のふくよかさなどの点ではまるで及ばない。中国で作られたシャインマスカットは「China Shine Muscat」などの名称でマレーシアなどでも販売が確認されており、ほかにシンガポールやタイ、香港、台湾などにも出荷されており、もはやグローバル・マーケットでも売りさばいているような状況である。しかし中国は「ブドウはもともと欧州が原産であるため、日本の“ブランドブドウ”は基本的に交配によって作り出されたものだ」と反論している。経済ジャーナリストの黒坂岳央は「ほぼ野放し状態のため、盗まれ放題の状態になっている。日本政府は本気で厳罰化などの策を講じるべきだ」と話している。東南アジアで流通するシャインマスカットの大部分は韓国産か中国産。韓国・中国産のものが、香港、タイ、マレーシア、ベトナムなどの市場で販売されており、日本産のシャインマスカットよりも価格が安く、例えば韓国の金泉市で栽培されたものは、日本の3分の1ほどの価格で輸出されている。インドネシアでは韓国産や中国産は、一房5万ー6万ルピア（日本円で約600円）のため、現地の人からすれば「たまに食べるちょっと高級な食べ物」という価格帯。一方の日本産の輸入品はそもそも出回る数も少なく、価格は一房最低50万ルピア（約5,000円）となるため、値段が約10倍に跳ね上がる。もはや韓国産・中国産としてのプレゼンスが高まっている状態で、このままでは日本産のフルーツが後発であるかのような誤った印象をグローバルに与えかねない。本来、日本が独占的にシャインマスカットを輸出できていたら、年間1000億円超稼げたであろうと試算をするメディア報道もあり、農林水産省は、シャインマスカットの被害額を、生産量から推計した許諾権料の損失だけで年間約100億円と試算している。

### 品質低下
2022年時点で韓国では国内農家によって、品質管理に失敗したC級品ばかり溢れており、購入者の失望を招いていることが報道されている。韓国国内でシャインマスカットが「高級果物」として注目されだして消費者の需要が高まると、韓国農家のシャインマスカット栽培が激増した。韓国農村経済研究院は、韓国国内のシャインマスカット栽培面積は2016年72万6000坪（240 ha）、2022年11月時点1210万坪（4000 ha）で16倍以上に増えた。2021年との比較でも韓国国内のシャインマスカット生産量は148.9%となっている。
フルーツの苗木は手に入れば簡単に栽培ができ、開発コストや時間と手間を省いて成果物だけを手にすることができる。またフルーツの流出は追跡や差し止めが難しいとされている。

## 特徴
房は円筒形で400-500グラム。成熟時の色は黄緑色で、粒は短楕円形。大きさは11-12グラムと巨峰と同程度である。香りは上品で華やかなマスカットらしい香りがある。糖度は20度程度で高く、酸含量は0.3〜0.4 g/100 mLと低く、甘い。ジベレリン処理により種無しで皮ごと食べることができる。一般的なブドウよりも3-4倍割高で、韓国では「ブドウ界の名品」とも呼ばれる。
祖父母品種はいずれも目立った長所・短所を持っており、マスカット・オブ・アレキサンドリアとスチューベンについては前述の通りである。カッタクルガンは大粒で皮ごと食べられ、ジベレリン処理にて種無しになり、糖度も高いが、花は雄ずい反転性であり、耐病性が非常に弱く、裂果が多い。甲斐路は皮ごと食べられ、食味もよく、貯蔵性・輸送性にも優れるが、耐病性は弱く、ジベレリン処理を行っても種無しにならない。しかし、当品種は祖父母品種の欠点がほぼ解消されており、アメリカブドウの特徴である耐病性を一定程度持つ。ブドウ栽培で問題となるべと病や、気候面では寒さに比較的強いうえに、夏場が猛暑になっても色づきが悪くならない。食味・食感・香りはヨーロッパブドウと同等の品質ということが最大の特徴といえる。また、貯蔵性にも優れる。
発芽期は巨峰とほぼ同時期である。また、葉の下面に綿毛が密生する。

## 主な産地

### 日本
- 秋田県
- 山梨県
- 長野県
- 岡山県
- 山形県
- 栃木県
- 福岡県
- 香川県
- 大阪府
- 福島県
- 広島県
- 鳥取県
- 大分県
- 島根県

### 韓国
- 慶尚北道
  - 永川市
  - 金泉市
  - 慶山市
  - 尚州市
  - 慶州市
- 忠清北道
  - 永同郡
  - 沃川郡